# Joop Hazes
Fransiscus Johannes (Joop) Hazes (Amsterdam, 24 november 1942), is een Nederlandse zanger die in de jaren vijftig als zanger enig succes had met het vertolken van Nederlandstalig repertoire en op latere leeftijd nog een hit scoorde met een lied over zijn broer André Hazes.

## Biografie
Hazes werd geboren in de Gerard Doustraat 67-III te Amsterdam en bracht zijn jeugd door in de volkswijk De Pijp. Hij had vier broers en een zus en was de oudste in het gezin. Omdat hun vader alcoholist was kwam een deel van de opvoeding ook op hem neer. Hij begon als eerste van de kinderen op jonge leeftijd al met zingen gestimuleerd door zijn ouders en opa en trad op op Jordaanfeesten en deed mee aan talentenjachten. In 1955 had hij zonder dat zijn ouders het wisten een paar liedjes van Johnny Jordaan ingestudeerd. Toen zijn vader dat hoorde zorgde deze er voor dat hij zangles kreeg en liet hem eindeloos repeteren thuis. In 1956 won hij een amateurzangwedstrijd en ging daardoor optreden op muziekavonden, deed auditie bij de radio en nam om zijn repertoire uit te breiden ook Italiaanse les om het repertoire van Willy Alberti te kunnen vertolken. Hij trad echter vooral op met Nederlandstalige liederen als Geef mij maar Amsterdam.
Op 10 februari 1957 behaalde hij de derde plaats tijdens de talentenjacht in Theater Bellevue in Amsterdam. Het jurycommentaar was Jopie Hazes veroverde alle harten met een paar Jordaanliedjes; hij zal echter bij de keus van zijn programma enkele selectie moeten toepassen en zich bepalen tot nummers die niet over de liefde gaan, daar is hij te jong voor. Mede door zijn deelname aan het Jordaanfestival in september van dat jaar waar hij de bijnaam "Johnny Jordaan II" kreeg ging hij vergezeld door zijn vader en zijn vaste begeleider, de accordeonist Jan Hodde, optreden in België in het Egmontpaleis in Brussel op 30 november. Dit optreden werd daar ook op de radio uitgezonden.  In december van dat jaar trad hij op tijdens een gala in Hotel Krasnapolsky samen met zanger Lou Bandy en acteur Fred Perrier.
Op jonge leeftijd kreeg hij een contract bij His Master's Voice en nam hij vier Nederlandstalige nummers op, Meisje, Doe Die Kauwgom uit je Mond en Moeder, Wanneer Mag ik Mee in 1957 en een jaar later Boefje en Jopie. De eerste twee nummers werden geschreven door de destijds bekende tekstschrijvers Jack Bess en Henvo (Henk Voogt) en gecomponeerd door Coen van Orsouw. Ze werden uitgebracht op 78 toeren in schellak bij het platenlabel His Master's Voice. De opnames waren met het orkest van Pi Scheffer. De twee anderen kwamen uit op 45 toeren, werden geschreven door de opa van Hazes, Harry Botschuyver met muziek van de accordeonist Jan Hodde en werden gearrangeerd door Harry de Groot. Hij trad toen op onder de naam Jopie Hazes.
Nadat hij een tijdlang had opgetreden in Nederland en België waar hij zijn repertoire van Nederlandstalige levensliederen ten gehore bracht stopte hij tijdelijk met zingen en ging het huis uit om te gaan varen. Hij ging werken als matroos en scheepskok bij rederij Van Ommeren te Rotterdam. Zijn vader, die had gehoopt dat zijn zoon zou doorbreken, verplaatste toen zijn aandacht naar diens jongere broer André die uiteindelijk een zeer bekende artiest zou worden. Nadat deze jongere broer, André Hazes, scheidde van diens eerste vrouw Annie Dijkstra, kreeg Hazes een relatie met haar en trouwde uiteindelijk met haar. Dit had destijds geen invloed op de verhouding tussen de broers. Ondertussen zong hij weer af en toe nog en trad op. Voordat zijn jongste broer André doorbrak bezorgde hij hem nog een baan als lichtmatroos bij zijn werkgever omdat hij zag dat ook zijn broer slachtoffer was geworden van hun vader die hem enkel pushte om te zingen omdat dat geld opleverde. Iets wat hem eerder ook was overkomen en wat de reden was waarom hij het ouderlijk huis had verlaten.
In de jaren tachtig trad hij nog incidenteel op en vertolkte toen vooral Napolitaans repertoire. Op 4 april 1987 was hij samen met zijn broers Arie en André nog te gast in het televisieprogramma Superfan van de VARA waar hij geïnterviewd werd door de presentator Robert ten Brink en kort zong. 
In 2014 kwam er bij EMI nog een EP uit met zes nummers van André Hazes en Joop Hazes uit hun beginjaren, de vier nummers van Jopie en twee vroege nummers van André, Guanita en Droomschip (met Johnny Kraaykamp) onder de titel Andre & Jopie Hazes; Successen Uit Hun Jeugd.
In 2023 ging Hazes viraal en scoorde een hit met het nummer Mijn broertje, een nummer dat gaat over zijn broer André met een sneer naar diens derde vrouw Rachel. Het nummer werd geschreven door Co van Raaijen. In het nummer kijkt Hazes terug op zijn jeugd en het leven van zijn broer die hij omschrijft als een echte volksheld. Ook reflecteert hij op de reden dat hij jong uit huis ging - hij wilde niet langer in het gezin blijven waar alles draaide om drank en geld. Later dat jaar bracht hij nog een nummer uit, een cover van de Napolitaanse evergreen 'O sole mio onder de titel Mijn grote Liefde waarin hij de liefde tot zijn moeder beschrijft.

## Discografie
| Titel                               | tekstschrijver    | componist       | arrangeur      | platenlabel        | jaar |
| ----------------------------------- | ----------------- | --------------- | -------------- | ------------------ | ---- |
| Meisje, doe die kauwgom uit je mond | Jack Bess         | Coen van Orsouw | Pi Scheffer    | His Master's Voice | 1957 |
| Moeder, wanneer mag ik mee          | Henvo             | Coen van Orsouw | Pi Scheffer    | His Master's Voice | 1957 |
| Jopie                               | Harry Botschuyver | Jan Hodde       | Harry de Groot | His Master's Voice | 1958 |
| Boefje                              | Harry Botschuyver | Jan Hodde       | Harry de Groot | His Master's Voice | 1958 |
| Mijn broertje                       | Co van Raaijen    | Co van Raaijen  |                |                    | 2023 |